# بیمه توسعه
بیمه توسعه یکی از شرکت‌های بیمه خصوصی در ایران است.این شرکت در تاریخ ۲۸ اردیبهشت ۱۳۸۲ فعالیت خود را آغاز کرده‌است. شرکت بیمه توسعه با یک شعبه مرکزی در شهر تهران و ۶۰ نمایندگی در سطح ایران به فعالیت می پرداخت. به دنبال ناتوانی در پرداخت خسارت، پروانه این شرکت از سوی بیمه مرکزی و شورای عالی بیمه تعلیق گردید و تعهدات بیمه نامه‌های شخص ثالث و زندگی این شرکت، به بیمه ایران منتقل گردید.